# Anolis kathydayae
Anolis kathydayae — вид ігуаноподібних ящірок родини анолісових (Dactyloidae). Ендемік Панами.

## Поширення і екологія
Anolis kathydayae відомі з типової місцевості, розташованої в провінції Чирикі на кордоні з Бокас-дель-Торо, на висоті 1178 м над рівнем моря. Вони живуть в тропічних лісах.